# Miguel Ángel Lauri
Miguel Ángel Lauri, noto in francese come Michel Lauri (Zárate, 29 agosto 1908 – Zárate, 26 settembre 1994), è stato un calciatore argentino naturalizzato francese, di ruolo centrocampista o attaccante.
Fu soprannominato La flecha de oro (in lingua italiana la freccia d'oro).

## Carriera

### Club
Giocò nella massima serie argentina con l'Estudiantes, nella massima serie francese con il Sochaux e nella massima serie uruguaiana con il Peñarol.

### Nazionale
Giocò sia per la nazionale argentina sia per quella francese.

## Palmarès

### Club

#### Competizioni nazionali
- Primera B Metropolitana: 1

Estudiantes (LP): 1935
- Campionato francese: 1

Sochaux: 1937-1938
- Coppa di Francia: 1

Sochaux: 1937-1938

#### Competizioni internazionali
- Copa de Confraternidad Escobar - Gerona: 1

Peñarol: 1942